# Seguenzia
Seguenzia là một chi ốc biển, là động vật thân mềm chân bụng sống ở biển trong họ Seguenziidae.

## Các loài
According to the Cơ sở dữ liệu sinh vật biển$ (WoRMS), the following species with valid name are gồm cód withtrong genus Seguenzia:
- Seguenzia angonia Marshall, 1991
- Seguenzia antarctica Thiele, 1925[4]
- Seguenzia balicasagensis Poppe, Tagaro & Dekker, 2006[5]
- Seguenzia beloni Poppe, Tagaro & Dekker, 2006[6]
- Seguenzia calliana Dall, 1919
- Seguenzia carinata Jeffreys, 1876[7]: đồng nghĩa của Carenzia carinata (Jeffreys, 1877)
- Seguenzia certoma Dall, 1919
- Seguenzia cervola Dall, 1919
- Seguenzia chariessa Marshall, 1991
- Seguenzia chelina Marshall, 1983
- Seguenzia compta Marshall, 1983
- Seguenzia conopia Marshall, 1983
- Seguenzia costulifera Schepman, 1909
- Seguenzia dabfari Poppe, Tagaro & Dekker, 2006[8]
- Seguenzia dautzenbergi Schepman, 1909
- Seguenzia donaldi Ladd, 1982 †
- Seguenzia eidalima Marshall, 1991
- Seguenzia elegans Jeffreys, 1885[9]
- Seguenzia elegantissima Poppe, Tagaro & Dekker, 2006[10]
- Seguenzia emmeles Marshall, 1991
- Seguenzia eritima A. E. Verrill, 1884[11]
- Seguenzia eutyches Marshall, 1991
- Seguenzia fatigans Barnard, 1963
- Seguenzia floridana Dall, 1927
- Seguenzia formosa Jeffreys, 1876[12]: đồng nghĩa của Seguenzia monocingulata
- Seguenzia fulgida Marshall, 1983
- Seguenzia giovia Dall, 1919
- Seguenzia hapala Woodring, 1928[13]
- Seguenzia hosyu Habe, 1953
- Seguenzia ionica Watson, 1878[14]: đồng nghĩa của Quinnia ionica (Watson, 1878)
- Seguenzia iota Marshall, 1991
- Seguenzia keikoae Poppe, Tagaro & Dekker, 2006[15]
- Seguenzia levii Marshall, 1991
- Seguenzia louiseae A.H. Clarke, 1961
- Seguenzia matara Marshall, 1988
- Seguenzia megaloconcha Rokop, 1972
- Seguenzia metivieri Marshall, 1991
- Seguenzia mirabilis Okutani, 1964
- Seguenzia monocingulata Seguenza, 1876[16]
- Seguenzia nipponica Okutani, 1964
- Seguenzia nitida A. E. Verrill, 1884[17]
- Seguenzia occidentalis Dall, 1908
- Seguenzia orientalis Thiele, 1925
- Seguenzia platamodes Marshall, 1991
- Seguenzia praeceps Marshall, 1991
- Seguenzia richeri Marshall, 1991
- Seguenzia soyoae (Okutani, 1964)
- Seguenzia stegastris Marshall, 1991
- Seguenzia stephanica Dall, 1908
- Seguenzia sumatrensis Thiele, 1925
- Seguenzia textilis Marshall, 1983
- Seguenzia transenna Marshall, 1983
- Seguenzia trochiformis Poppe, Tagaro & Dekker, 2006[18]
- Seguenzia wareni Marshall, 1991